# 블록버스터 : 천재들의 브릭전쟁
《블록버스터 : 천재들의 브릭전쟁》은 2022년 5월 1일부터 2022년 7월 3일까지 MBC TV에서 방영되었던 브릭 조립 배틀 프로그램이다.

## 동시간대 경쟁 프로그램
- 런닝맨 (SBS TV)
- 사장님 귀는 당나귀 귀 (KBS 2TV)

## 수상 목록
- 2022년 제49회 한국방송대상 개인상 (조명팀 장익선)

## 참고 사항
- 동시간대 《사장님 귀는 당나귀 귀》와 《런닝맨》의 폭발적인 인기 때문에 저조한 시청률을 기록하였으며, 고전을 면치 못했다.